# Grodziec (Będzin)
Grodziec ist eine ehemalige Stadt, jetzt ein nordwestlicher Stadtteil von Będzin in der Woiwodschaft Schlesien in Polen.

## Geschichte
Der Name Grodziec ist von einer Wallburg (grodziec) abgeleitet. Auf dem örtlichen Hügel Góra Świętej Doroty (381,3 m) gab es eine Wallburg der Lausitzer Kultur.
Die erste Erwähnung des Ortes Grodek bzw. Grodecz im Herzogtum Oppeln (im Gebiet, das um 1177 aus Kleinpolen ausgegliedert wurde) stammt aus dem Jahr 1254, als ein Dorf im Besitztum der Norbertinerinnen in Zwierzyniec bei Krakau, die es vom Wladislaus I. abkauften. Das Dorf wurde danach in Dokumenten der Krakauer, aber auch der Teschener Herzöge (nach 1337) erwähnt. 1301 gab es schon im Dorf eine römisch-katholische Pfarrei des Bistums Krakau.
Im Gegensatz zu der Stadt Będzin am linken, östlichen Ufer der Schwarzen Przemsza lag das Dorf Grodziec westlich des Flusses im Herzogtum Siewierz, das 1443 vom Teschener Herzog Wenzel I. dem Krakauer Bischof Zbigniew Oleśnicki verkauft wurde. Um das Jahr 1600 hatte Grodziec (noch im Besitz der Norbertinerinnen) zwischen 200 und 400 Einwohner und war eine der vier größten Dörfer im Herzogtum. Nach einigen Quellen war Grodziec eine polnische Exklave im Herzogtum, weil es zu den Krakauer Bischöfen nicht gehörte.
Im Zuge der Dritten polnischen Teilung kam es 1795 an Preußen als Teil von Neuschlesien. 1807 kam es ins Herzogtum Warschau und 1815 ins neu entstandene russisch beherrschte Kongresspolen. 1823 wurde die Zeche Barbara an der westlichen Hänge des Hügels Góra Świętej Doroty eröffnet und Grodziec entwickelte sich danach schnell industriell und demographisch, wie der Rest des Dombrowaer Kohlebeckens. 1845 wurde eine Zinkhütte von August Wilhelm Martens aus Berlin in Grodziec gegründet, und im Jahr 1857 folgte die Zementwerk der Familie Ciechanowski, die erste in Polen und fünfte in der Welt, die Portlandzement herstellte. 1827 gab es 99 Häuser mit 652 Einwohnern und bis um 1880 stieg die Zahl der Häuser auf 197 und Bewohner auf um 1600.
Ab 1867 gehörte Grodziec zu der Gemeinde Gzichów im Powiat Będziński. Nach dem Ende des Ersten Weltkriegs kam Grodziec zu Polen. Im Jahr 1921 hatte die osada fabryczna (Fabriksiedlung) Grodziec, die einzige Ortschaft der gleichnamigen Gemeinde im Powiat Będziński der Woiwodschaft Kielce 502 Häuser mit 8192 Einwohnern, außer römisch-katholischen (7994) Polen (8134) gab es 162 Juden (nach Religion, nach der Nationalität 40) und einige Dutzend Personen anderer Nationalität oder Glaubens.
Beim Überfall auf Polen 1939 wurde die Stadt von den Deutschen besetzt und wurde völkerrechtswidrig dem Landkreis Bendsburg im neuen „Ostoberschlesien“ zugeordnet. Eine Umbenennung in Wehrenberg O.S. war vorgesehen.
1951 erhielt Grodziec in der Woiwodschaft Katowice das Stadtrecht und wurde an die Straßenbahn im oberschlesischen Industriegebiet angeschlossen. 1975 wurde Grodziec nach Będzin eingemeindet. Nachdem die benachbarte Stadt Wojkowice 1990 wieder aus Będzin ausgegliedert wurde, wollten viele auch Grodziec verselbständigen. Die stark deindustrallisierte Ortschaft blieb jedoch ein Stadtteil von Będzin.

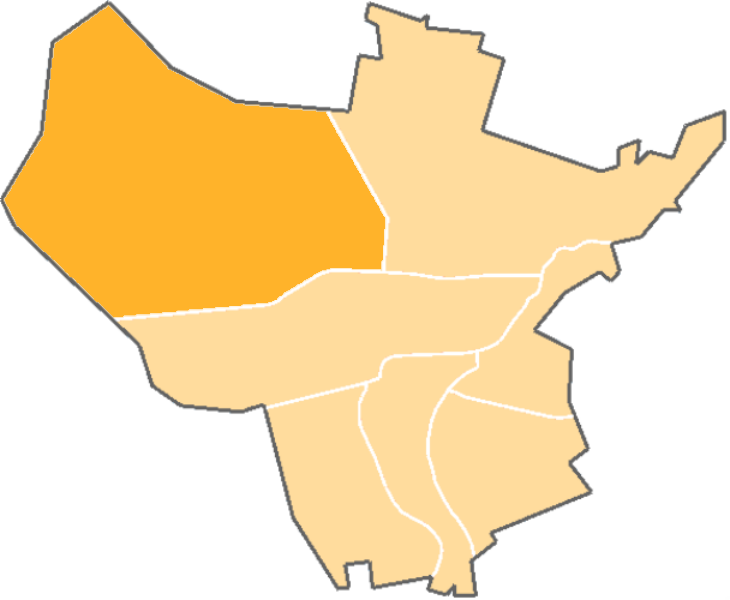
Lage des Stadtteils Grodziec innerhalb von Będzin
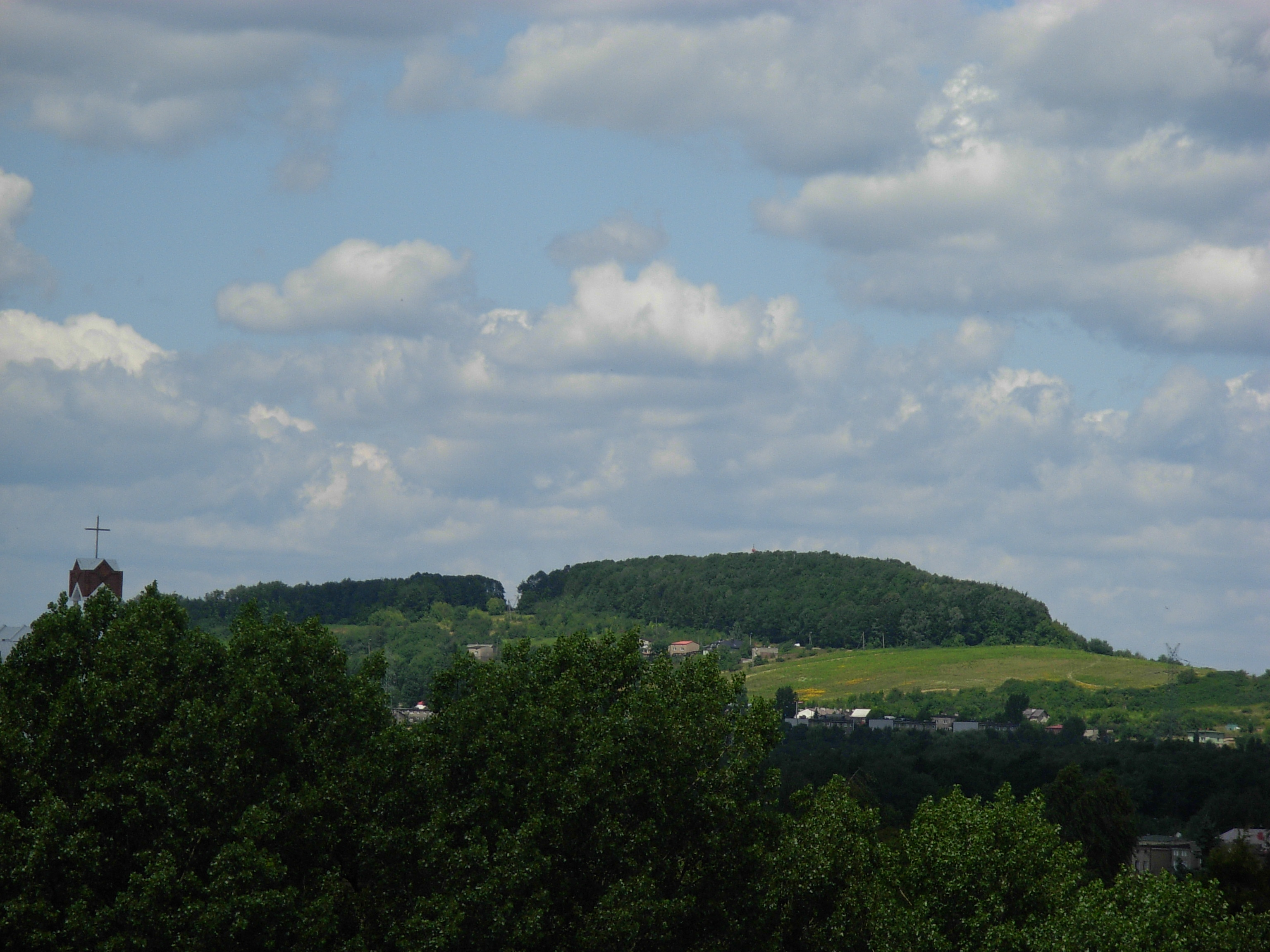
Hügel Góra Świętej Anny
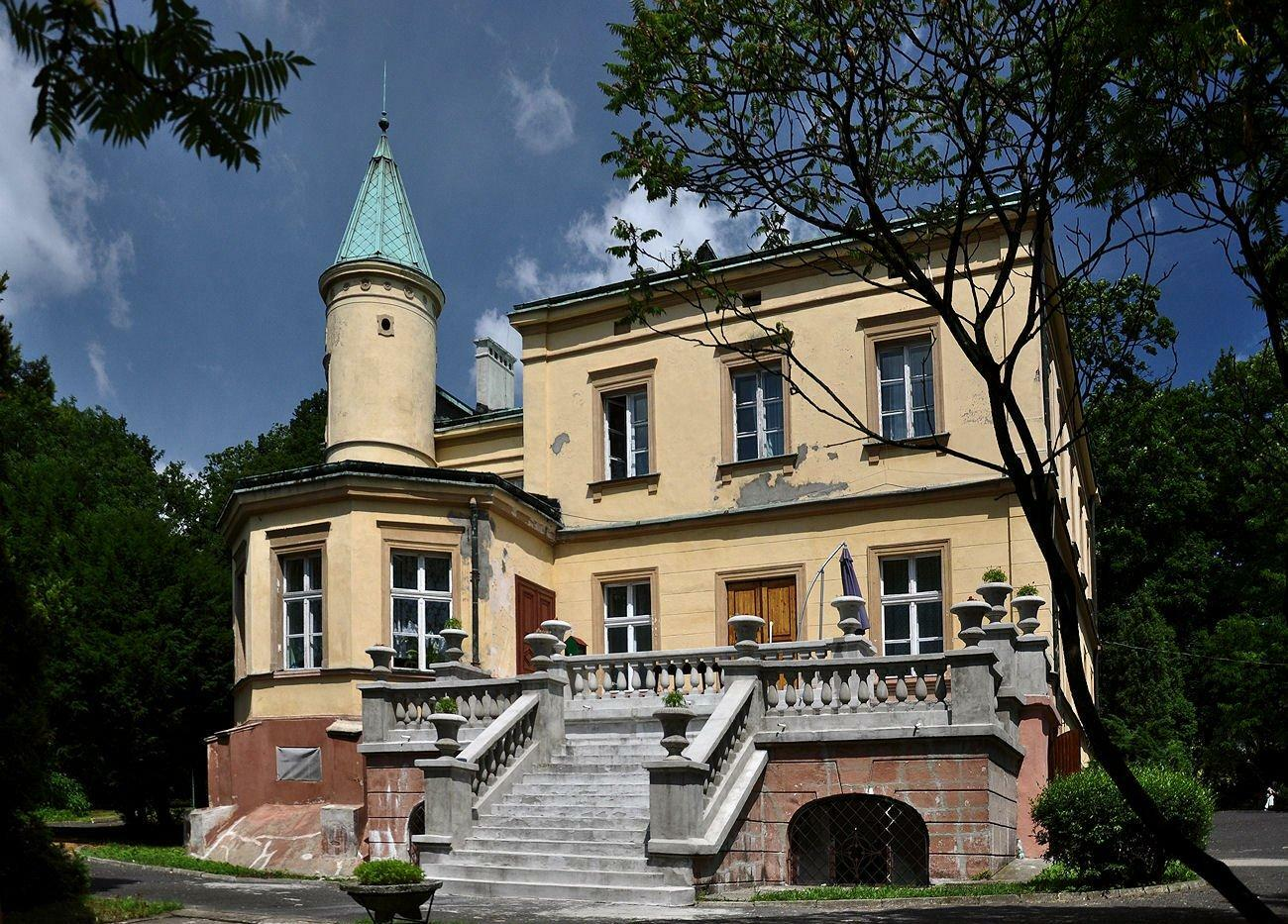
Ciechanowski-Palast nach dem Projekt von Francesco Maria Lanci
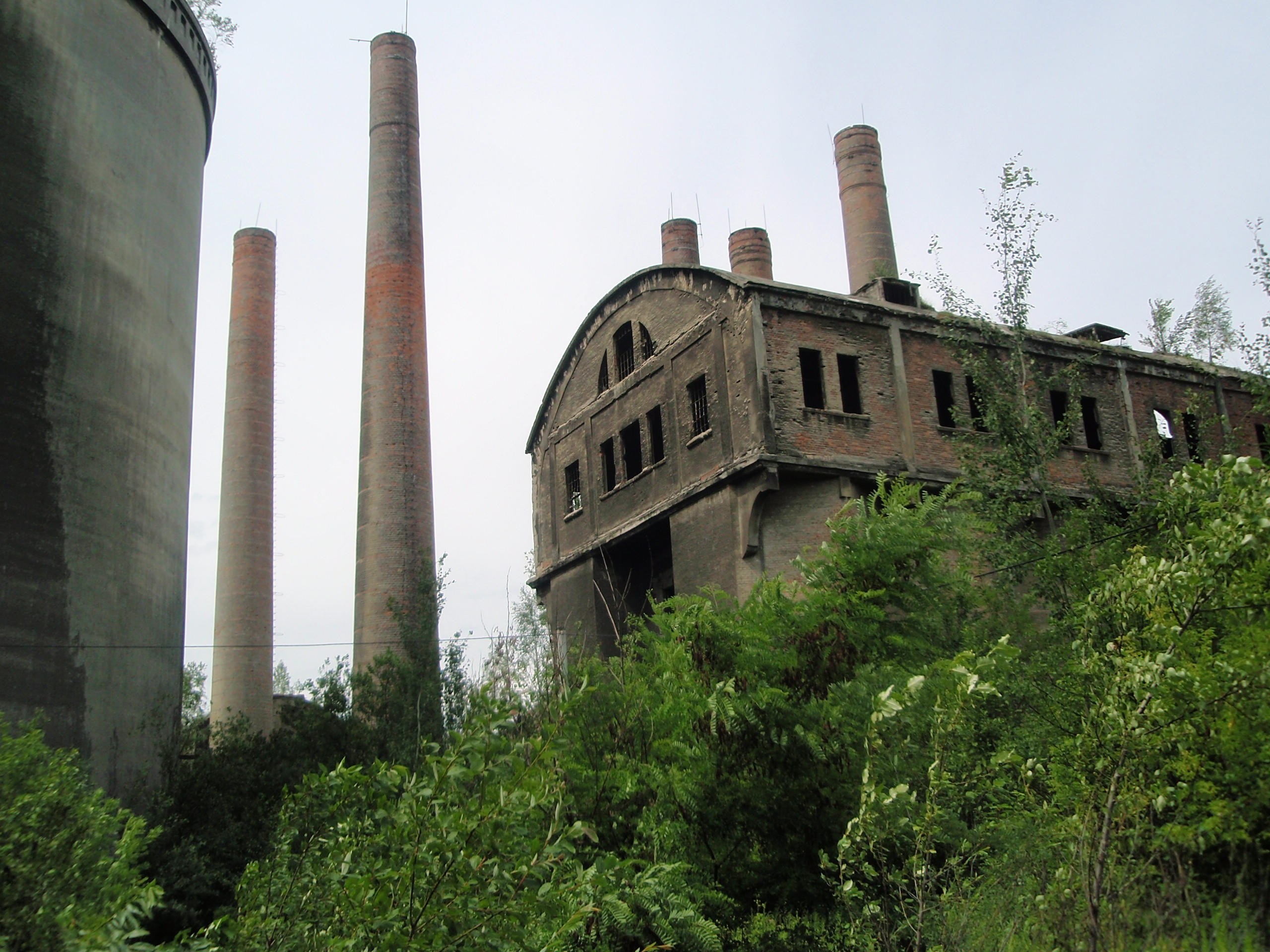
Zementwerk